# کورت رافلاوب
کورت رافلاوب (به انگلیسی: Kurt Raaflaub؛ ۱۵ فوریهٔ ۱۹۴۱ – ۱۲ سپتامبر ۲۰۲۳) مورخ و استاد دانشگاه اهل سوئیس بود.

## درگذشت
رافلاوب در ۱۲ سپتامبر ۲۰۲۳، در سن ۸۲ سالگی در پراویدنس، ایالات متحده آمریکا درگذشت.